# Tekintet (folyóirat)
A Tekintet Magyarországon megjelenő, magyar nyelvű kulturális szemle. (Budapest, 1988—2008/1. sz.) HU ISSN 0238-7220

## Története
A Tekintet folyóirat az Eszperantó Magazin (1974–1976) és a Világ és Nyelv (1978–1987) utóda, a Tekintet Alapítvány adta ki. A Tekintet Alapítvány kuratóriumának tiszteletbeli elnöke Juhász Ferenc költő. Valóságos elnök: Csák Gyula, tagok: Deák Gábor, Donáth László, Kocsis András Sándor, Orbán István, Ördögh Szilveszter volt.
A lapot jegyezte Ördögh Szilveszter. 1988-ban kéthavonta, 1989-től évente tízszer jelent meg. Ördögh Szilveszter szerkesztette haláláig, 2007-ig. Munkatársai voltak: Apáthy Tóth Sándor, Bor Ambrus, Cs. Gelencsér Ildikó, Juhász István, Kiss Anna. 1993-tól a lap újra kéthavonta jelent meg, újabb munkatársak kapcsolódtak be a szerkesztésbe, írásba: Donáth László, Hubay Miklós, Orbán István.
A lap főszerkesztője 2008-tól 2013-ig Hovanyecz László volt.
Jelenleg a lap főszerkesztője  Farkas László, művészeti szerkesztője Szemethy Imre.
Az irodalmi, művészeti, társadalomtudományi folyóirat esszéket, memoárokat, kritikákat, vitákat, helyzetelemzéseket, dokumentumokat is közöl. Szívesen fogadja a fiatal tehetséges kezdő költők, írók alkotásait is. 
A folyóirat állományadatai a SZTE Egyetemi Könyvtárban: 28.1988:1-6; 29.1989:1-10; 3.1990:1-8--5.1992:1-8; 6.1993:1-6--16.2003:1-6; 17.2004:1-6; 18.2005:1-6; 19.2006:1-6; 20.2007:1,2,3,4,5; 21.2008:1.
A Tekintet Alapítványának kuratóriuma hozta létre a Tekintet-díjat.

## Külső hivatkozások
- Tekintet Archiválva 2009. szeptember 18-i dátummal a Wayback Machine-ben Egyes számok 2003, 2004 és 2005-ből, továbbá néhány korábbi szám a Terasz.hu webhelyen, ami egyes - főleg más webes megjelenéssel nem rendelkező - kulturális orgánumok otthona.
- a Tekintet impresszuma a Terasz.hu webhelyen Archiválva 2010. január 29-i dátummal a Wayback Machine-ben